# HD 193664
HD 193664 är en ensam stjärna i den mellesta delen av stjärnbilden Draken. Den har en skenbar magnitud av ca 5,93 och är mycket svagt synlig för blotta ögat där ljusföroreningar ej förekommer. Baserat på parallaxmätning inom Hipparcosuppdraget på ca 56,9 mas, beräknas den befinna sig på ett avstånd på ca 57 ljusår (ca 18 parsek) från solen. Den rör sig närmare solen med en heliocentrisk radialhastighet på ca -5 km/s. Den har en relativt stor egenrörelse över himlavalvet av 0,558 bågsekund per år.

## Egenskaper
Primärstjärnan HD 193664 är en solliknande gul till vit stjärna i huvudserien av spektralklass G3 V. Den har en massa som är ungefär lika med en solmassa, en radie som är omkring en solradie och har ca 1,2 gånger solens utstrålning av energi från dess fotosfär vid en effektiv temperatur av ca 5 900 K.
HD 193664 anses vara en solanalog – vilket innebär att den är fotometriskt analog med solen – och visar ingen signifikant variation. Stjärnan har undersökts för tecken på ett överskott av infraröd strålning som kan tyda på närvaro av en omgivande stoftskiva, men någon sådan har inte hittats (2012). Den är belägen i den tunna skivan av stjärnor i Vintergatan som ligger nära det galaktiska planet.